# Macrogomphus matsukii
Macrogomphus matsukii är en trollsländeart som beskrevs av Syoziro Asahina 1986. Macrogomphus matsukii ingår i släktet Macrogomphus och familjen flodtrollsländor. IUCN kategoriserar arten globalt som otillräckligt studerad. Inga underarter finns listade i Catalogue of Life.